# Should've Said No
"Should've Said No" là một bài hát được sáng tác và thu âm bởi ca sĩ kiêm sáng tác âm nhạc người Mỹ Taylor Swift, trích từ album phòng thu đầu tay mang chính tên cô (2006). Bài hát được gửi đến các đài phát thanh nhạc đồng quê ở Mỹ như là đĩa đơn thứ năm và đĩa đơn cuối cùng từ album vào ngày 19 tháng 5 năm 2008, bởi hãng đĩa Big Machine Records.
Các nhà phê bình âm nhạc khen ngợi phần sản xuất bài hát và khả năng sáng tác của Swift. "Should've Said No" là đĩa đơn quán quân thứ hai của Swift trên bảng xếp hạng Hot Country Songs và đạt vị trí thứ 33 trên Billboard Hot 100. Đĩa đơn đã được chứng nhận bạch kim vì đã bán được hơn một triệu bản kỹ thuật số bởi Hiệp hội Công nghiệp Ghi âm Hoa Kỳ (RIAA). Nó lọt vào bảng xếp hạng đĩa đơn ở Canada và New Zealand.
Swift biểu diễn trực tiếp "Should've Said No" tại Lễ trao giải Academy of Country Music Awards lần thứ 43; buổi biểu diễn đã được ghi hình và phát hành dưới dạng video âm nhạc chính thức. Bài hát cũng được đưa vào danh sách tổ chức chuyến lưu diễn rầm rộ đầu tiên của cô, Fearless Tour (2009–2010). Cô cũng hát bài hát này với tư cách khách mời trong chuyến lưu diễn Burnin' Up Tour của Jonas Brothers; buổi biểu diễn đã được giới thiệu trong bộ phim hòa nhạc Jonas Brothers: The 3D Concert Experience. Vào năm 2018, cô ấy đã đưa bản mashup của "Should've Said No" và "Bad Blood" vào danh sách cố định trong tour diễn Reputation Stadium Tour của mình.

## Bảng xếp hạng
| Bảng xếp hạng (2008)             | Vị trí cao nhất |
| -------------------------------- | --------------- |
| U.S. Billboard Hot Country Songs | 1               |
| U.S. Billboard Hot 100           | 33              |
| U.S. Billboard Pop 100           | 61              |
| Canadian Hot 100                 | 67              |
| New Zealand Singles Chart        | 18              |